# Campionati del mondo di atletica leggera 2009 - 3000 metri siepi femminili
La competizione si è svolta su due giorni: qualificazioni la mattina del 15 agosto e finale la sera del 17 agosto 2009.

## Record
Prima di questa competizione, il record del mondo (WR) e il record dei campionati (CR) sono i seguenti.
| Record                | Prestazione | Atleta                 | Data                               | Competizione                |
| --------------------- | ----------- | ---------------------- | ---------------------------------- | --------------------------- |
| Record mondiale       | 8'58"81     | Gulnara Galkina Russia | 17 agosto 2008 Pechino, Cina       | Giochi della XXIX Olimpiade |
| Record dei campionati | 9'18"24     | Docus Inzikuru Uganda  | 23 agosto 2005 Helsinki, Finlandia | Campionati del mondo 2005   |

## Batterie
La qualificazione si è svolta su tre batterie, partite rispettivamente alle 10:50, 11:04 e 11:18 UTC+2 di sabato 15 agosto 2009.
Si qualificano per la finale le prime quattro classificate di ogni batteria (Q), più le atlete con i migliori tre tempi delle inizialmente escluse (q).
| #  | Batteria | Posizione | Atleta                    | Nazionalità | Tempo    | Note |
| -- | -------- | --------- | ------------------------- | ----------- | -------- | ---- |
| 1  | 1        | 1         | Gulnara Galkina           | Russia      | 9'17"67  | Q    |
| 2  | 1        | 2         | Antje Möldner             | Germania    | 9'21"73  | Q    |
| 3  | 1        | 3         | Sofia Assefa              | Etiopia     | 9'22"63  | Q    |
| 4  | 1        | 4         | Milcah Chemos Cheywa      | Kenya       | 9'23"87  | Q    |
| 5  | 1        | 5         | Eva Arias                 | Spagna      | 9'25"14  | q    |
| 6  | 2        | 1         | Habiba Ghribi             | Tunisia     | 9'26"40  | Q    |
| 7  | 1        | 6         | Jéssica Augusto           | Portogallo  | 9'26"64  | q    |
| 7  | 2        | 2         | Yuliya Zarudneva          | Russia      | 9'26"64  | Q    |
| 9  | 2        | 3         | Jennifer Barringer        | Stati Uniti | 9'26"81  | Q    |
| 10 | 2        | 4         | Katarzyna Kowalska        | Polonia     | 9'26"93  | Q    |
| 11 | 2        | 5         | Ruth Bisibori Nyangau     | Kenya       | 9'27"04  | q    |
| 12 | 2        | 6         | Sara Moreira              | Portogallo  | 9'28"64  |      |
| 13 | 3        | 1         | Zemzem Ahmed              | Etiopia     | 9'29"36  | Q    |
| 14 | 3        | 2         | Gladys Jerotich Kipkemoi  | Kenya       | 9'29"36  | Q    |
| 15 | 2        | 7         | Korahubsh Itaa            | Etiopia     | 9'33"67  |      |
| 16 | 3        | 3         | Sophie Duarte             | Francia     | 9'34"08  | Q    |
| 17 | 1        | 7         | Ancuta Bobocel            | Romania     | 9'34"39  |      |
| 18 | 3        | 4         | Marta Domínguez           | Spagna      | 9'34"78  | Q    |
| 19 | 1        | 8         | Iríni Kokkinaríou         | Grecia      | 9'35"61  |      |
| 20 | 3        | 5         | Hanane Ouhaddou           | Marocco     | 9'35"78  |      |
| 21 | 3        | 6         | Oxana Juravel             | Moldavia    | 9'36"63  |      |
| 22 | 1        | 9         | Yelena Sidorchenkova      | Russia      | 9'37"16  |      |
| 23 | 2        | 8         | Ulrika Johansson          | Svezia      | 9'38"88  |      |
| 24 | 1        | 10        | Minori Hayakari           | Giappone    | 9'39"28  |      |
| 25 | 2        | 9         | Helen Clitheroe           | Regno Unito | 9'41"71  |      |
| 26 | 2        | 10        | Diana Martín              | Spagna      | 9'42"39  |      |
| 27 | 3        | 7         | Yekaterina Volkova        | Russia      | 9'43"52  |      |
| 28 | 2        | 11        | Élodie Olivarès           | Francia     | 9'43"83  |      |
| 29 | 3        | 8         | Lívia Tóth                | Ungheria    | 9'45"14  |      |
| 30 | 1        | 11        | Lindsey Anderson          | Stati Uniti | 9'46"03  |      |
| 31 | 3        | 9         | Sandra Eriksson           | Finlandia   | 9'46"62  |      |
| 32 | 3        | 10        | Karoline Bjerkeli Grøvdal | Norvegia    | 9'48"47  |      |
| 33 | 3        | 11        | Cristina Casandra         | Romania     | 9'49"88  |      |
| 34 | 3        | 12        | Bridget Franek            | Stati Uniti | 9'50"02  |      |
| 35 | 2        | 12        | Sabine Heitling           | Brasile     | 9'50"96  |      |
| 36 | 1        | 12        | Donna MacFarlane          | Australia   | 9'52"46  |      |
| 37 | 1        | 13        | Durka Mana                | Sudan       | 9'52"90  |      |
| 38 | 1        | 14        | Elena Romagnolo           | Italia      | 9'56"61  |      |
| 39 | 2        | 13        | Roisin McGettigan         | Irlanda     | 9'59"10  |      |
| 40 | 2        | 14        | Silje Fjørtoft            | Norvegia    | 10'01"04 |      |
| 41 | 3        | 13        | Asli Cakir                | Turchia     | 10'06"64 |      |

## Finale
| Pos. | Nome                     | Nazionalità | Tempo   | Note                                     |
| ---- | ------------------------ | ----------- | ------- | ---------------------------------------- |
|      | Yuliya Zarudneva         | Russia      | 9'08.39 | Miglior prestazione personale            |
|      | Milcah Chemos Cheywa     | Kenya       | 9'08"57 | Miglior prestazione personale            |
|      | Gulnara Samitova-Galkina | Russia      | 9'11"09 | Miglior prestazione personale stagionale |
| 4    | Jennifer Barringer       | Stati Uniti | 9'12"50 | Record nord-centroamericano              |
| 5    | Habiba Ghribi            | Tunisia     | 9'12"52 | Record nazionale                         |
| 6    | Ruth Bosibori            | Kenya       | 9'13"16 | Miglior prestazione personale            |
| 7    | Gladys Kipkemoi          | Kenya       | 9'14"62 | Miglior prestazione personale            |
| 8    | Antje Möldner            | Germania    | 9'18"54 | Record nazionale                         |
| 9    | Zemzem Ahmed             | Etiopia     | 9'22"64 | Miglior prestazione personale stagionale |
| 10   | Jéssica Augusto          | Portogallo  | 9'25"25 | Miglior prestazione personale stagionale |
| 11   | Katarzyna Kowalska       | Polonia     | 9'30"37 |                                          |
| 12   | Sofia Assefa             | Etiopia     | 9'31"29 |                                          |
| 13   | Eva Arias                | Spagna      | 9'33"34 |                                          |
| 14   | Sophie Duarte            | Francia     | 9'33"85 |                                          |
| dq   | Marta Domínguez          | Spagna      | 9'07"32 |                                          |

Abbreviazioni:  AR = Area record, NR = record nazionale, PB = record personale, SB = migliore prestazione stagionale, WL = migliore prestazione mondiale stagionale
Note: Marta Domínguez fu squalificata nel novembre del 2015